# Südostasienspiele 2017/Eishockey
Bei den 29. Südostasienspielen wurde erstmals ein Eishockeywettbewerb ausgetragen. Das Turnier fand vom 20. bis 24. August 2017 in der Empire City Ice Arena im malaysischen Damansara Perdana, einem Vorort von Kuala Lumpur, statt. Neben der Gastgebernation Malaysia nahmen vier weitere Nationen am Wettbewerb teil.
Die Goldmedaille sicherten sich die Philippinen, die am Schlusstag die bis dahin in der Tabelle führenden Thailänder schlugen. Nach der Teilnahme an den Winter-Asienspielen 2017 war es erst die zweite Teilnahme der Philippinen an einem von der Internationalen Eishockey-Föderation IIHF sanktionierten Turnier. Hinter Silbermedaillengewinner Thailand belegte der Gastgeber Malaysia den dritten Rang.
Insgesamt besuchten 18.593 Zuschauer die zehn Turnierspiele, was einem Schnitt von 1.859 pro Partie entspricht. Den Titel des Topscorers sicherte sich der Philippiner Paul Sánchez mit 14 Scorerpunkten.

## Modus
Die fünf Mannschaften spielten im Modus Jeder-gegen-jeden, so dass jede Mannschaft vier Spiele bestritt. Das Team, das nach Austragung aller Spiele die meisten Punkte aufwies, gewann die Goldmedaille.

## Austragungsort
| Kuala Lumpur, Malaysia                      | Kuala Lumpur, Malaysia                     |
| ------------------------------------------- | ------------------------------------------ |
| Empire City Ice Arena Kapazität:            | \| \| \| Austragungsort des Wettbewerbs \| |
| Südostasienspiele 2017/Eishockey (Malaysia) |                                            |
| Austragungsort des Wettbewerbs              |                                            |

## Turnierverlauf
| 20. August 2017 16:00 Uhr (Ortszeit) | 20. August 2017 10:00 Uhr (MESZ) | Indonesien | 3:10 (2:4, 0:4, 1:2) Spielbericht | Malaysia | Empire City Ice Arena, Kuala Lumpur Zuschauer: 3.014 |

| 20. August 2017 20:00 Uhr | 20. August 2017 14:00 Uhr | Thailand | 7:0 (3:0, 0:0, 4:0) Spielbericht | Singapur | Empire City Ice Arena, Kuala Lumpur Zuschauer: 1.033 |

| 21. August 2017 16:00 Uhr | 21. August 2017 10:00 Uhr | Indonesien | 0:12 (0:1, 0:6, 0:5) Spielbericht | Philippinen | Empire City Ice Arena, Kuala Lumpur Zuschauer: 827 |

| 21. August 2017 20:00 Uhr | 21. August 2017 14:00 Uhr | Malaysia | 4:10 (2:3, 1:4, 1:3) Spielbericht | Thailand | Empire City Ice Arena, Kuala Lumpur Zuschauer: 2.778 |

| 22. August 2017 16:00 Uhr | 22. August 2017 10:00 Uhr | Philippinen | 7:2 (1:0, 2:2, 4:0) Spielbericht | Singapur | Empire City Ice Arena, Kuala Lumpur Zuschauer: 617 |

| 22. August 2017 20:00 Uhr | 22. August 2017 14:00 Uhr | Thailand | 12:0 (5:0, 5:0, 2:0) Spielbericht | Indonesien | Empire City Ice Arena, Kuala Lumpur Zuschauer: 503 |

| 23. August 2017 16:00 Uhr | 23. August 2017 10:00 Uhr | Singapur | 6:1 (2:0, 1:1, 3:0) Spielbericht | Indonesien | Empire City Ice Arena, Kuala Lumpur Zuschauer: 449 |

| 23. August 2017 20:00 Uhr | 23. August 2017 14:00 Uhr | Malaysia | 7:8 n. P. (1:3, 3:2, 3:2, 0:0, 0:1) Spielbericht | Philippinen | Empire City Ice Arena, Kuala Lumpur Zuschauer: 3.102 |

| 24. August 2017 18:45 Uhr | 24. August 2017 12:45 Uhr | Philippinen | 5:3 (3:0, 1:3, 1:1) Spielbericht | Thailand | Empire City Ice Arena, Kuala Lumpur Zuschauer: 2.246 |

| 24. August 2017 22:00 Uhr | 24. August 2017 16:00 Uhr | Singapur | 2:8 (2:2, 0:1, 0:5) Spielbericht | Malaysia | Empire City Ice Arena, Kuala Lumpur Zuschauer: 4.024 |

| Pl. |             | Sp | S | OTS | OTN | N | Tore  | Punkte |
| 1.  | Philippinen | 4  | 3 | 1   | 0   | 0 | 32:13 | 11     |
| 2.  | Thailand    | 4  | 3 | 0   | 0   | 1 | 33:09 | 09     |
| 3.  | Malaysia    | 4  | 2 | 0   | 1   | 1 | 29:23 | 07     |
| 4.  | Singapur    | 4  | 1 | 0   | 0   | 3 | 10:23 | 03     |
| 5.  | Indonesien  | 4  | 0 | 0   | 0   | 4 | 04:40 | 0      |

Abkürzungen: Pl. = Platz, Sp = Spiele, S = Siege, OTS = Siege nach Verlängerung (Overtime) oder Penaltyschießen, OTN = Niederlagen nach Verlängerung oder Penaltyschießen, N = Niederlagen